# Tension and trauma releasing exercises TRE
Tension and Trauma Releasing Exercises TRE er udviklet af David Berceli (født 19. december 1953) i håb om at kunne helbrede psykiske traumatiske oplevelser, posttraumatisk belastningsreaktion (PTSD) og længerevarende stress. Berceli er en amerikansk teolog, Ph.d. i socialt arbejde, bioenergetiker, psykoterapeut og massageterapeut. Da Berceli arbejdede som traumeterapeut i forskellige af verdens kriseområder, fandt han ud af, at der i den menneskelige organisme findes en naturlig reaktion på chok og traumatiske oplevelser. Denne reaktion består af en rysten, som kan vise sig i hele kroppen.
Berceli begyndte at studere Peter Levines (Somatic Experiencing) forskning og konkluderede, at kroppens rystelser, som optræder efter chok, traume eller andre stærkt belastende oplevelser må betragtes som en biologisk mekanisme, alle pattedyr er udstyret med. Mekanismens formål anses for at være selvhelbredende af den menneskelige organisme, således at der genoprettes en indre balance. Efterfølgende har Berceli udviklet syv øvelser, som fremkalder milde stræk og rystelser i kroppen. Øvelserne er blevet udviklet på grundlag af bioenergetisk analyse, yoga, tai chi og andre fjernøstlige metoder og har en dybdeafslappende effekt på kroppen, som kan ”løsne” eller forløse psykiske og fysiske traumer og stress.

## Rystelsernes funktion
Ifølge Berceli spiller psoas-musklerne en central rolle i den kropslige proces ved traumatisering. Musklerne ligger i midten af den menneskelige krop (foran de nederste lændehvirvler og sakralhvirvlerne) og forbinder ryggen, bækkenet og benene. Ved enhver traumatisk oplevelse spænder psoas-musklerne op, hvilket gør, at kroppen trækker sig sammen og derved kan beskytte de livsvigtige indre organer. Rystelserne som fremkaldes af TRE, hjælper ifølge Berceli disse dybtliggende muskelgrupper med at slippe deres beskyttende spændinger og gør det muligt, at musklerne kan komme tilbage til en afslappet tilstand. Centralnervesystemet sender derefter signaler til hjernen om, at faresituationen er over. På den måde foregår der efter Bercelis mening også på det psykiske plan en traumeforløsning.
Set med Bercelis øjne er det nødvendigt, at afladningen efter en traumatisk erfaring finder sted, da kroppen ellers forbliver fanget i en tilstand af stress og hyperarousal. Posttraumatiske belastningsreaktioner (PTSD) opstår, fordi nervesystemet er fanget i en konstant kemisk tilstand af overbelastning, som får organismen til autonomt at gentage enkelte bestanddele af den traumatiske oplevelse igen og igen. Det kan betragtes som et forsøg på at komme af med traumet. Følelser og erindringer af den belastende erfaring gentager sig i drømme, umiddelbart opstående tanker, meget belastende følelser eller flashbacks. På det kropslige plan findes der ifølge Berceli en mere eller mindre konstant spændingstilstand.
Oprindeligt har Berceli udarbejdet TRE-øvelserne til praktisk arbejde med store grupper af traumatiserede mennesker. TRE findes i dag i ca. 50 lande i verden og flere end 100.000 mennesker har prøvet TRE. I 2011 arbejdede Berceli med overlevende ofre fra Anders Breiviks terrorangreb i Norge. I februar 2013 blev han bedt om at arbejde med traumatiserede mennesker i Newtown, Arizona – mennesker, som direkte eller indirekte var ramt af skolemassakren samme sted.

## Forskning
Selvom der foreligger et stort antal af anekdotiske beretninger, konstaterer Berceli, at der mangler tilstrækkeligt med forskning på området.
I 2011 blev der i sammenhæng med en Ph.D.-afhandling offentliggjort en kvasi-eksperiment-pilotundersøgelse, som godtgør en signifikant reduktion af angst ved brugen af TRE. Ligeledes konstaterer undersøgelsen, at TRE fremmer almen velvære hos raske voksne mennesker, som deltog i TRE-kurserne.
Samme år lavede det amerikanske forsvarsministerium en undersøgelse, som sammenlignede forskellige metoder for stressreduktion. Også her viste TRE sig at have en afslappende effekt, og fordelen er, at metoden nemt kan læres.
I 2014 udgav tidsskriftet Global Advances in Health and Medicine resultaterne af en pilotundersøgelse, som blev gennemført med medarbejdere i en SOS-børneby i Cape Town, Sydafrika. Her tilskrives TRE en vis effekt på stressreduktion.